# Ben McKendry
Ben McKendry est un joueur international canadien de soccer né le 25 mars 1993 à Vancouver. Il joue au poste de milieu de terrain.

## Biographie

### En club
Le 26 janvier 2015, Ben McKendry signe un contrat Homegrown Player avec les Whitecaps de Vancouver.
Il participe à la Ligue des champions de la CONCACAF avec cette équipe.

### En équipe nationale
Avec les moins de 20 ans, il participe au championnat de la CONCACAF des moins de 20 ans en 2013. Lors de cette compétition, il joue un match contre le Nicaragua, rencontre au cours de laquelle il inscrit un but. Le Canada est éliminé en quart de finale par les États-Unis.
Il reçoit sa première sélection en équipe du Canada le 22 janvier 2017, contre les Bermudes (victoire 2-4).